# Отчето-нож
„Отчето-нож“ ("Der Bowie-Pater”) е седма глава от романа на Карл Май „Островът на скъпоценностите“ („Die Juweleninsel“) – том 46 от „Събрани съчинения“ на издателство Карл Май Ферлаг.
В том 84 на „Събрани съчинения“ от 2003 г. „Отчето-нож“ e добавен като отделен разказ.

## Българска версия
Българското издание на „Отчето-нож“ от 2004 година с преводач Веселин Радков е на издателство „Тера плюс“ („Князът на бледоликите“).